# Iglesia de Sant'Andrea (Pistoia)

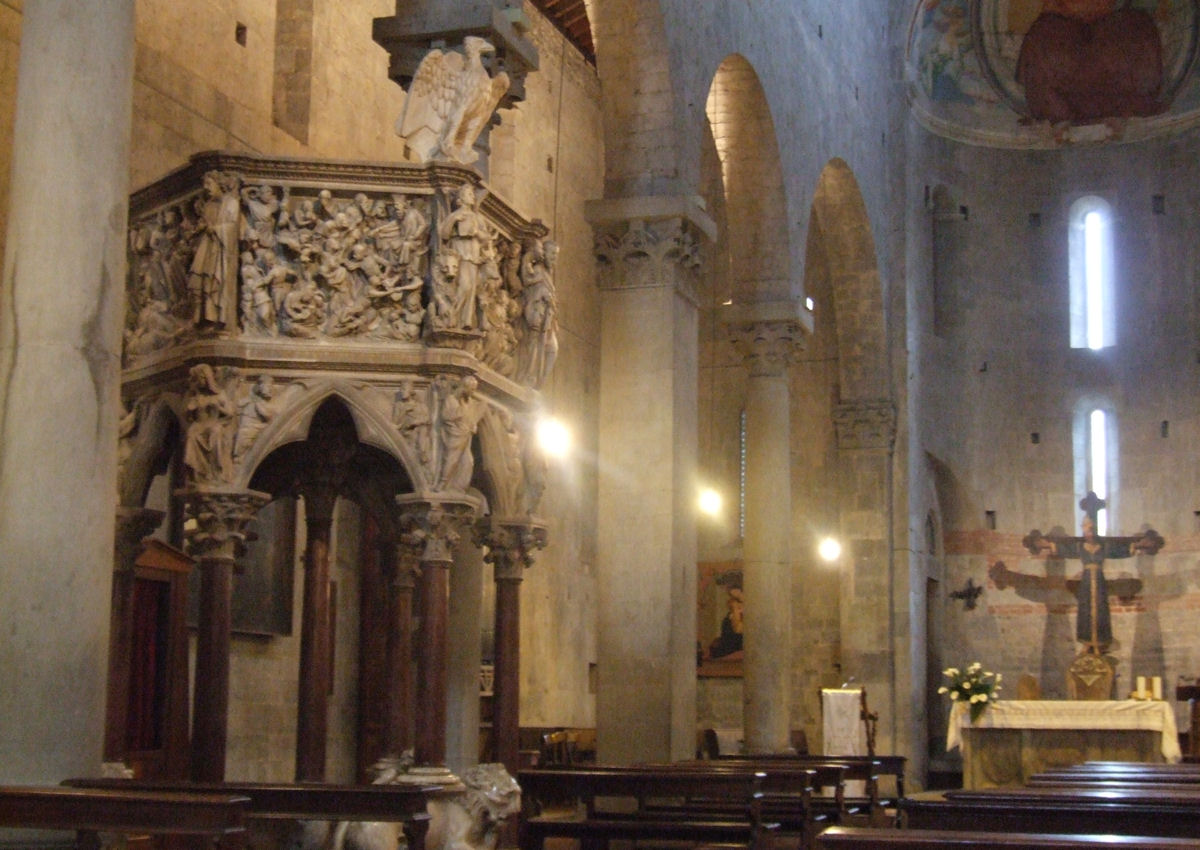
La nave con el púlpito de Giovanni Pisano.

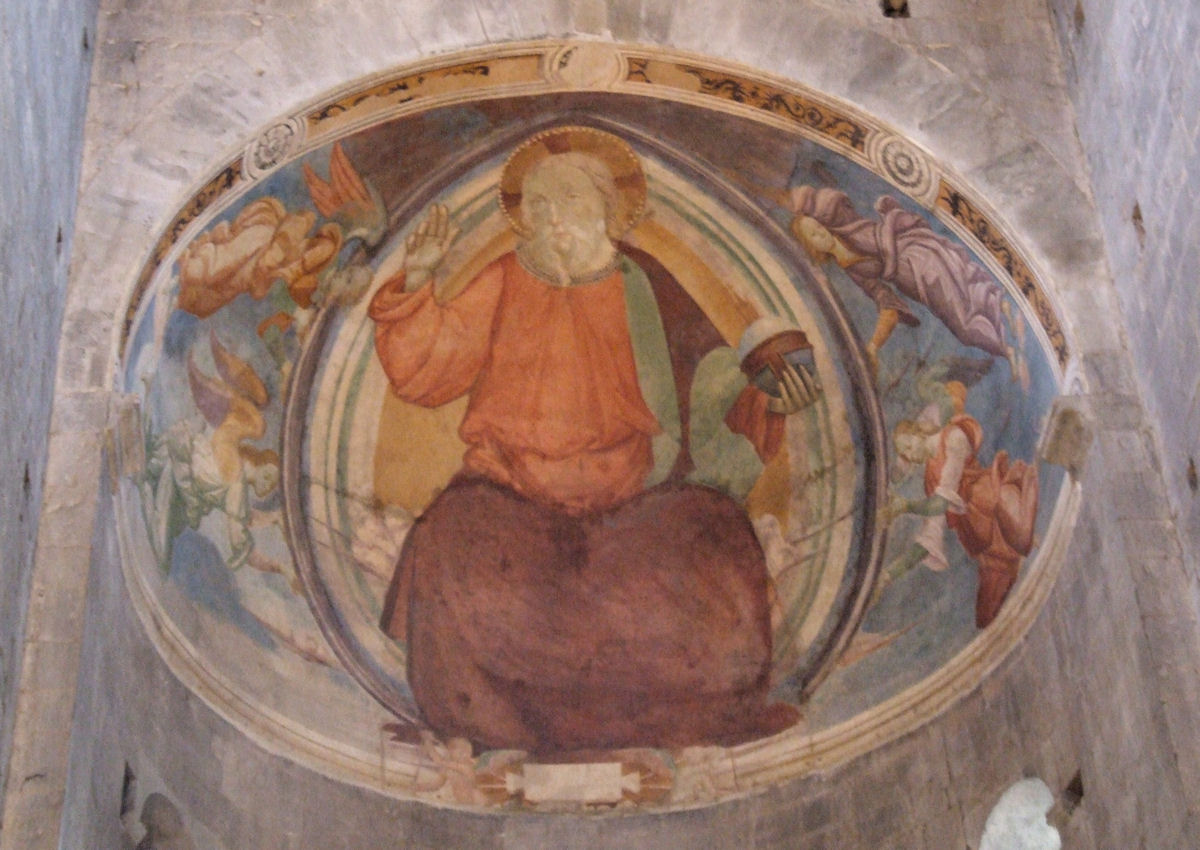
Fresco de Cristo bendiciendo.

Sant'Andrea (Pieve di Sant'Andrea) es una iglesia en Pistoya, Toscana, centro de Italia que servía como un pieve o lugar que las congregaciones de las iglesias de los pueblos que lo rodean usan para el baptismo. Está dedicado al apóstol San Andrés, e incluye el famoso púlpito de Sant'Andrea por Giovanni Pisano. La iglesia probablemente date de principios del siglo VIII, aunque en un tamaño menor. En el siglo XII se amplió a lo largo.
La fachada muestra la típica decoración en mármol a dos colores del estilo románico de Pistoya, ejecutada a mediados del siglo XII por Gruamonte y su hermano Adeodatus, quien fue también responsable para las esculturas y para el arquitrabe del portal. Esta última presenta el «Viaje de los Reyes Magos», un tema raro cuyo uso aquí deriva del hecho de que la iglesia se ubicaba en la Via Francigena, a través de la cual, en la Edad Media, los peregrinos alcanzaban Roma desde Francia. Los capiteles decorativos son obra del Maestro Enrique, mientras que la pequeña estatua de San Andrés en la luneta sobre el portal recuerda el estilo de Giovanni Pisano.
A finales del siglo XV la fachada superior estaba acabada y la nave central cubierta de bóveda. Los frescos en el ábside datan de 1506, ejecutados por Bernardino del Signoraccio. Hoy solo sobrevive la parte central, con el Padre apoyado por cuatro ángeles. Los altares en las naves laterales se añadieron en el siglo XVII, con pinturas de artistas como Cristofano Allori, Alessio Gimignani, y Girolamo Scaglia.